# Benedetto Castelli
Benedetto Castelli, nascido Antonio Castelli (Bréscia, 1578 — Roma, 9 de abril de 1643) foi um matemático italiano.
Castelli mudou seu nome para "Benedetto" quando foi aceito pela Ordem de São Bento em 1595.
Nascido em Bréscia, Castelli estudou na Universidade de Pádua, e posteriormente tornou-se um abade na Abadia do Monte Cassino.
Foi um longo amigo e suportador de seu professor, Galileu Galilei. Castelli assistiu Galileu nos seus estudos sobre manchas solares e participou na examinação das teorias de Nicolau Copérnico.
Castelli tinha interesse em matemática e hidráulica. Foi indicado por Galileu como seu substituto na Universidade de Pisa, como professor de matemática, em 1613. Posteriormente, assumiu o mesmo posto na Universidade de Roma La Sapienza.
Castelli morreu em Roma. Um de seus estudantes foi Evangelista Torricelli, inventor do barômetro e um proponente da bomba de ar. Castelli recomendou Gasparo Berti como seu sucessor em Sapienza. Embora a recomendação tenha sido aceita, Berti morreu antes de assumir o cargo.